# Hugo Ragelli
Hugo Ragelli Oliveira Andrade (* 2. Mai 1995 in Montes Claros) ist ein ehemaliger brasilianischer Fußballspieler.

## Karriere
Ragelli kommt aus der Nachwuchsmannschaft des SE Palmeiras aus São Paulo, wo er bis 2013 spielte. 2014 wechselte in den Nachwuchskader des Cruzeiro EC aus Belo Horizonte. In der Profimannschaft des Vereins kam er am 30. November 2014 in der Série A zu einem Einsatz als Reservespieler beim Auswärtsspiel gegen Chapecoense. In der 72. Minute eingewechselt, erzielte er noch in derselben Minute sein erstes Tor. Durch diesen Kurzeinsatz kann er den Titel des brasilianischen Fußballmeister führen, den sein Club in dem Jahr zum vierten Mal gewann. Ein zweites Mal stand er am letzten Spieltag der Saison im Kader, am 7. Dezember 2014 beim Heimspiel gegen den Fluminense FC. Zu einem Einsatz kam er allerdings nicht.
Zur Saison 2016 wurde Ragelli an den AA Ponte Preta ausgeliehen. Hier kam er aber zu keinen Pflichtspieleinsätzen und wechselte im Juli des Jahres nach Portugal zum Gil Vicente FC. Die Leihe wurde auf ein Jahr befristet. Sein erstes Spiel in der portugiesischen Segunda Liga bestritt Ragelli am 6. August 2016. Im Heimspiel gegen den Varzim SC wurde er in der 74. Minute für Abou Touré eingewechselt. Seinen ersten Ligatreffer erzielte er am 13. August 2016 gegen FC Vizela. Nachdem er in der 61. Minute für Goba Zakpa eingewechselt worden war, traf Ragelli in der 90. Minute zum 2:2-Entstand.
2018 kehrte Ragelli nach Brasilien zurück. In der Saison wurde er an den Coimbra EC ausgeliehen, kam hier aber zu keinen Einsätzen. Ende des Jahres verließ er Cruzeiro und unterzeichnete einen neuen Vertrag für die Spiele in der Staatsmeisterschaft 2019 beim Tupi FC. Bereits im März wechselte er erneut und ging zum Nacional FC (AM). In der Saison 2020 kam Ragelli erst im November zu einem neuen Klub. Mit dem AA Internacional (Limeira). Hier bestritt er sechs Spiele im Staatspokal von São Paulo.
Im Februar 2021 unterzeichnete Ragelli beim EC Próspera. Seit der Austragung der Staatsmeisterschaft im April 2021 bestritt er keine Spiele mehr.

## Erfolge
Cruzeiro
- Campeonato Brasileiro de Futebol: 2014